# Георг Хайнрих фон Беренхорст
Георг Хайнрих фон Беренхорст (на немски: Georg Heinrich von Berenhorst) е пруски военен деец, писател, историк.

## Биография
Роден е на 26 октомври 1733 година в Зандерслебен, Прусия (днес в Германия), извънбрачен син на княз Леополд I фон Анхалт-Десау (1676 – 1747) от род Аскани и София Елеонора Зьолднер (1710 – 1779). По-малкият му брат е Карл Франц фон Беренхорст (1735 – 1804).
През 1748 постъпва като лейтенант на пруска военна служба. От 1757 до 1760 е адютант при принц Хайнрих Пруски, а през 1760 при крал Фридрих II. През 1761 напуска като майор и живее в двора на княза на Анхалт-Десау Леополд III Фридрих Франц фон Анхалт-Десау, пътува с него и по-късно с принц Йохан (Ханс) Георг във Франция, Италия и Англия. Става камера-президент, хофмаршал и оберхофмайстер.
От 1790 г. се посвещава изцяло на своите научни работи.
Умира на 30 октомври 1814 година в Десау на 81-годишна възраст.

## Фамилия
Георг Хайнрих се жени на 8 май 1781 г. в Цьобериц за Катарина Христиана Мария Ото (* 29 август 1759, † ?). Те се развеждат през 1783 г.
На 26 октомври 1783 г. в Кьотен той се жени втори път за Хенриета Христина Каролина фон Бюлов (* 30 юни 1765, † 29 август 1813 в Десау). Те имат децата:
- Георг Йохан (1794 – 1852), таен кабинет-съветник в Десау, женен: I. на 10 юни 1819 за Августа Албертина Луиза фон Холойфер (1796 – 1822), II. на 3 юли 1825 за Матилда фон Салдерн (1808 – 1874)
- Луиза София (1785 – 1854), омъжена в Десау на 7 юли 1835 за Август фон Давиер († 1854)
- Евгения Йохана (1789 – 1796)
- Вилхелмина Хенриета (1791 – 1876), омъжена: I. в Рудолщат на 24 октомври 1819 (развод 1833) за Магнус фон Холебен († 1845), II. в Бреслау на 4 декември 1834 за граф Виктор фон Матушка (1789 – 1851)
- Клара Хедвиг (1804 – 1884), омъжена в Десау на 22 октомври 1827 за Емил фон Холебен († 1870)
- Текла Паулина (1808 – 1890), омъжена: I. на 14 юли 1827 (развод 1833) за фрайхер Юлиус фон Рихтхофен (1799 – 1862), прабаба на прочутия летец Манфред фон Рихтхофен (1892 – 1918), II. омъжена в Десау на 1 май 1834 за фрайхер Густав фон Кетелходт († 1866)

## Произведения
- Betrachtungen über die Kriegskunst, über ihre Fortschritte, ihre Widersprüche und ihre Zuverlässigkeit, Berlin 1827, Digitalisat
- Betrachtungen über einige Unrichtigkeiten in den Betrachtungen über die Kriegskunst, über ihre Fortschritte, ihre Widersprüche und ihre Zuverlässigteit, Berlin 1802, Digitalisat
- Nothwendige Randglossen zu den Betrachtungen über einige Unrichtigkeiten in den Betrachtungen über die Kriegskunst über ihre Fortschritte, ihre Widersprüche und ihre Zuverlässigkeit, Leipzig 1802, Digitalisat
- Aphorismen vom Verfasser der Betrachtungen über die Kriegskunst, Leipzig 1805, Digitalisat
- Aus dem Nachlasse. Eduard von Bülow. Erste Abteilung 1845. Verlag von Aue in Dessau, books.google. Rezension in Literaturblatt (Beilage zum Morgenblatt für gebildete Stände) No. 48 vom 7. Juli 1846, S. 190 f. books.google

## За него
- Dietrich Allert, Georg Heinrich von Berenhorst. Bastard des Alten Dessauers. Sachsen-Anhalt, Beiträge zur Landesgeschichte, 7. Halle: Mitteldeutscher Verlag (1996) ISBN 3-354-00904-7
- Dietrich Allert, Nachlass Berenhorst. In: Mitteilungen des Vereins für Anhaltische Landeskunde 11 (2002) 206 – 216.
- Richard von Meerheimb, Behrenhorst, Georg Heinrich von. In: Allgemeine Deutsche Biographie (ADB). Band 2, Duncker & Humblot, Leipzig 1875, S. 287 – 289.
- Walter Bußmann, Berenhorst, Georg von. In: Neue Deutsche Biographie (NDB). Band 2, Duncker & Humblot, Berlin 1955, ISBN 3-428-00183-4, S. 71 (Digitalisat).
- Le Grand Tour des Fürsten Franz von Anhalt-Dessau und des Prinzen Johann Georg durch Europa aufgezeichnet im Reisejournal des Georg Heinrich von Berenhorst 1765 bis 1768, Herausgegeben und kommentiert von Antje und Christophe Losfeld unter Mitarbeit von Uwe Quilitzsch im Auftrag der Kulturstiftung DessauWörlitz, 2 Bde. im Schuber, Halle 2012, ISBN 978-3-89812-931-2